# Leuctra pseudorosinae
Leuctra pseudorosinae är en bäcksländeart som beskrevs av Aubert 1954. Leuctra pseudorosinae ingår i släktet Leuctra och familjen smalbäcksländor. Inga underarter finns listade i Catalogue of Life.